# Jonas Ivens
Jonas Ivens (Beveren, 14 oktober 1984) is een Belgisch voetbalcoach en voormalig voetballer. 

## Spelerscarrière

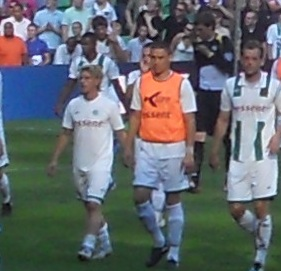
Ivens bij FC Groningen.

Vanaf zijn zesde doorliep Ivens de jeugdopleiding van KSK Beveren. In het seizoen 2003-2004 stootte hij daar door tot de hoofdmacht. In die periode ging Beveren zich op initiatief van Jean-Marc Guillou richten op economisch interessantere Ivoriaanse potentiële topvoetballers.
Ivens vertrok naar KMSK Deinze uit de tweede klasse. Daar speelde hij twee seizoenen.
In de lente van 2006 nam KV Mechelen hem over, waarmee hij dat daar promoveerde naar de eerste klasse. Daarin bleef hij het vertrouwen van trainer Peter Maes houden en werd zijn contract tussentijds verlengd.
Ivens werd in juni 2010 aangetrokken door FC Groningen, dat een vacature had in de verdediging na het vertrek van Gibril Sankoh. In het begin had Ivens veel last van aanpassingsproblemen, hij had het er vooral erg moeilijk mee dat in er in Nederland vooral veel naar voren wordt verdedigd, terwijl dat in België niet zo is. Na een tijdje raakte hij echter gewend aan het Nederlandse voetbal en bewees hij zich als een stabiele verdediger die af en toe zijn doelpuntje meepikt. Hij scoorde in zijn eerste seizoen zowel in de competitie als in de beker twee keer. In het seizoen 2011/12 werd Ivens gepasseerd door Huistra, die Virgil van Dijk als vervanger opstelde. Hierdoor werd Ivens een wisselspeler.
Ook in het seizoen 2012/2013, onder de nieuwe trainer Robert Maaskant heeft Ivens geen basisplaats bij FC Groningen. In de winterstop was Ivens verhuurd aan Waasland-Beveren tot de zomer. Daarna keerde Ivens terug bij FC Groningen.
In de zomer van 2013 werd hij opnieuw verhuurd. Ditmaal aan RKC Waalwijk. Met die club degradeerde hij op zondag 18 mei 2014 uit de erevisie na een nederlaag (over twee wedstrijden) tegen Excelsior in de play-offs.
Op 10 juli 2014 tekende hij een tweejarige overeenkomst bij de Griekse promovendus Niki Volos. Die club ging echter halverwege het seizoen failliet. Nadat hij een half jaar zonder club zat, tekende hij in juni 2015 voor twee seizoenen bij Cercle Brugge. Één seizoen later stopte Ivens met voetballen.

## Clubstatistieken
| Seizoen | Club                         | Land        | Competitie    | Wed. | Goals |
| ------- | ---------------------------- | ----------- | ------------- | ---- | ----- |
| 2003/04 | KSK Beveren                  | België      | Eerste klasse | 4    | 0     |
| 2004/05 | KMSK Deinze                  | België      | Tweede klasse | 32   | 3     |
| 2005/06 | KMSK Deinze                  | België      | Tweede klasse | 30   | 1     |
| 2006/07 | KV Mechelen                  | België      | Tweede klasse | 34   | 6     |
| 2007/08 | KV Mechelen                  | België      | Eerste klasse | 34   | 4     |
| 2008/09 | KV Mechelen                  | België      | Eerste klasse | 20   | 3     |
| 2009/10 | KV Mechelen                  | België      | Eerste klasse | 30   | 1     |
| 2010/11 | FC Groningen                 | Nederland   | Eredivisie    | 33   | 2     |
| 2011/12 | FC Groningen                 | Nederland   | Eredivisie    | 20   | 0     |
| 2012/13 | FC Groningen                 | Nederland   | Eredivisie    | 1    | 0     |
| 2012/13 | → KVRS Waasland - SK Beveren | België      | Eerste klasse | 14   | 0     |
| 2013/14 | FC Groningen                 | Nederland   | Eredivisie    | 0    | 0     |
| 2013/14 | → RKC Waalwijk               | Nederland   | Eredivisie    | 11   | 0     |
| 2014/15 | Niki Volos                   | Griekenland | Super League  | 13   | 1     |
| 2015/16 | Cercle Brugge                | België      | Tweede Klasse | 4    | 0     |
| Totaal  | Totaal                       | Totaal      | Totaal        | 280  | 21    |

## Trainerscarrière
In juni 2016 ging Ivens bij zijn ex-club Waasland-Beveren aan de slag als fysiektrainer. In 2018 werd hij beloftentrainer en assistent-trainer bij het eerste elftal, eerst van Yannick Ferrera en later van diens opvolger Adnan Čustović.
In juni 2019 maakte hij de overstap naar Club Brugge, waar Philippe Clement pas was aangetreden als hoofdtrainer. Clement was in 2017 een halfjaar trainer geweest van Waasland-Beveren. Twee landstitels later maakte Ivens in januari 2022 in het zielzog van Clement de overstap naar AS Monaco. Daar werkten ze anderhalf jaar samen.